# Corma fragilis
Corma fragilis är en fjärilsart som beskrevs av Walker 1862. Corma fragilis ingår i släktet Corma och familjen bastardsvärmare. Inga underarter finns listade i Catalogue of Life.